# Hydatomanicus adonis
Hydatomanicus adonis är en nattsländeart som beskrevs av Malicky och Chantaramongkol 1996. Hydatomanicus adonis ingår i släktet Hydatomanicus och familjen ryssjenattsländor. Inga underarter finns listade i Catalogue of Life.